# Греки во Франции
Греки во Франции, Греческая диаспора во Франции, численность диаспоры в 2020 году насчитывала более 50 тысяч человек.
В 2015 году диаспора насчитывала от 35 тысяч человек.

## История

### Греки вМарселе
Французский город Марсель, известный по гречески как Массали́я (греч. Μασσαλία или лат. Massalia), город был основан греками из Ионии в 600 г. до н.э. Считается, что греки-массалиоты принесли виноградарство во Францию. Среди известных древних греков из Массалии был исследователь и ученый Пифей.
Исторически греческая община состояла из купцов, судовладельцев, интеллектуалов и международных торговцев. Они участвовали в политической жизни города или стали покровителями его культурной жизни, а благотворительная деятельность некоторых из них была увенчана орденом Почётного легиона.

### ГрекиКорсики

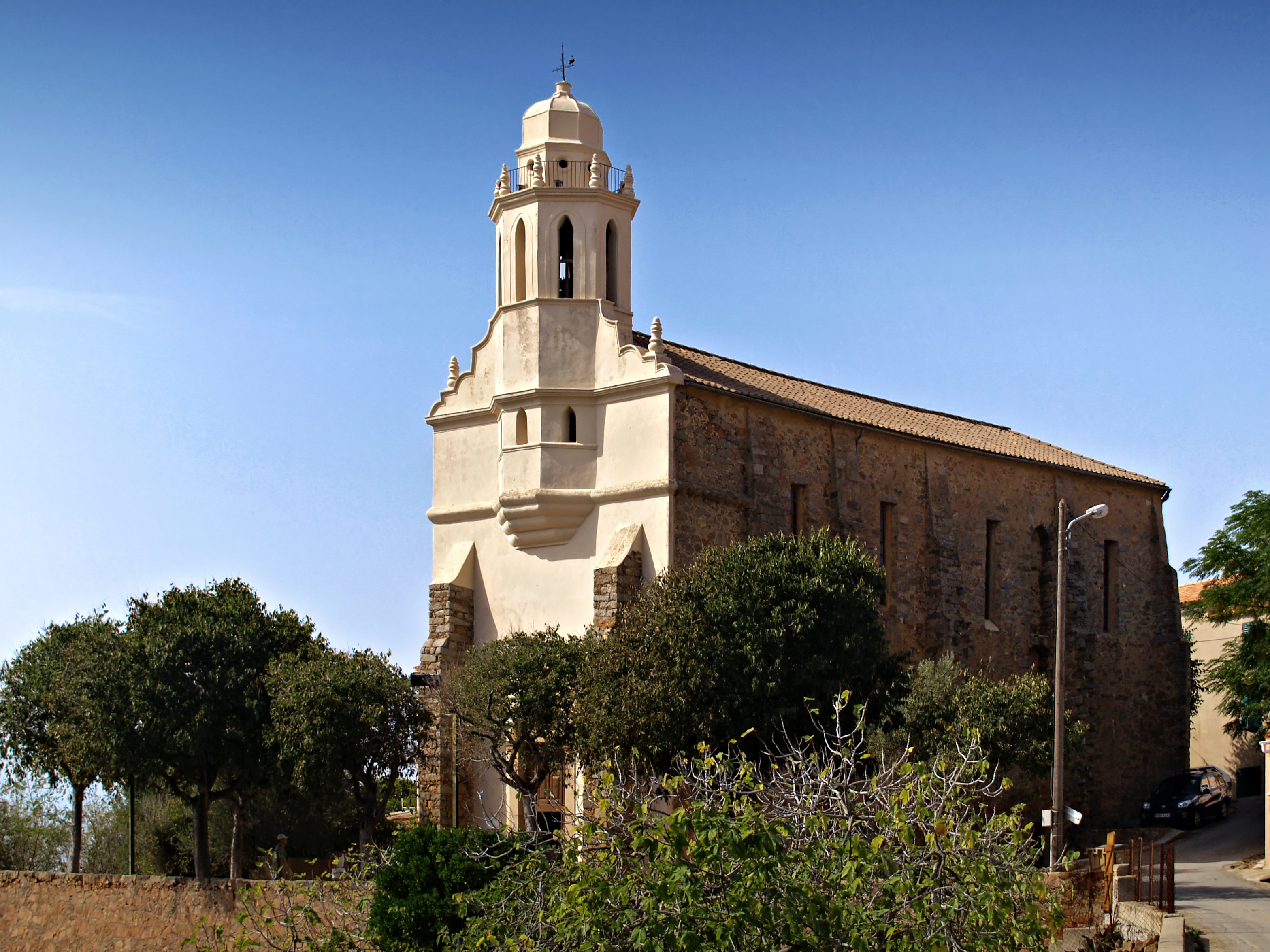
Греческая церковь в Каржезе

Корсиканские маниоты являются потомками маниотов, которые мигрировали на Корсику во время османского владычества над большей частью Греции. По сей день регион Каржез на Корсике называется Каржез-ла-Грек (Греческий Каржез). Происхождение общины греческих маниотов на Корсике восходит к концу XVII века, когда Греция находилась под властью османов и на корсику хлынул поток греческих беженцев из Османской империи. Греки-маниоты были поселены на острове и получили земли для земледелия и развода скота от тогдашней правящей власти Генуи в рамках генуэзской политики, направленной на ограничение распространения и влияния зарождающегося корсиканского национализма, яростно выступающего против иностранного правления. Маниоты основали свои четыре новые деревни в Паомии со своей церковью и культурой. Как следствие, прогенуэзские греки на Корсике стали объектами постоянных нападений со стороны корсиканских националистов, и поэтому их пришлось несколько раз переселять, прежде чем они наконец получили территорию вокруг Каржезе. Попытки интегрировать греков в корсиканское общество включали создание смешанной греко-корсиканской гендерной системы. Многие корсиканские греки впоследствии покинули остров и перебрались в управляемый французами Алжир. Многие греки вернулись на Корсику и в другие места во Франции после обретения Алжиром независимости. Греки полностью ассимилировались с корсиканским и французским обществом благодаря смешанным бракам и образованию. В целом это привело к тому, что корсиканские греки потеряли свою отдельную этническую и религиозную идентичность и знание греческого языка, при этом даже более старые жители Каржезе греческого происхождения практически не умеют читать или говорить по-гречески, в то время как некоторые жители все еще носят корсиканизированные греческие имена и посещают службы в греко-католической церкви Каржеза.

## Демография
| Год  | Греческое население |
| ---- | ------------------- |
| 1901 | ↗2,902              |
| 1946 | ↗16,184             |
| 1968 | ↘9,000              |
| 1975 | ↗9,580              |
| 1980 | ↗9,516              |
| 1990 | ↘6,091              |
| 1998 | ↗6,443              |
| 2003 | ↘4,959              |
| 2004 | ↘3,801              |
| 2015 | ↗29,000             |
| 2015 | ↗35,000             |
| 2015 | ↗50,000             |
| 2022 | 50,000              |